# Думчев Олександр Юрійович
Думчев Олександр Юрійович (27 жовтня 1961) — радянський академічний веслувальник.
Срібний призер Олімпійських Ігор 1988 року в складі вісімки.